# Plutocratie
Een plutocratie is een bestuursvorm waarin de rijksten aan de macht zijn en de wetgeving voor grote groepen binnen een samenleving kunnen bepalen. 
De naam is een samenstelling van de Griekse woorden πλουτος (rijkdom) en κρατειν (regeren, de macht hebben).
De term wordt ook wel gebruikt voor de heerschappij van het grote kapitaal.
Het is een vorm van oligarchie: heerschappij door een bevoorrechte minderheid. 

## Voorbeelden
Door critici in het Westen wordt het autocratische regime van president Poetin sinds de militaire inval van Rusland in Oekraïne in februari 2022 steeds vaker een plutocratie genoemd. Het optreden van Poetin steunt volgens deze critici vooral op een machtige, alomtegenwoordige staatsbureaucratie, de maffiose oligarchen en de zogenoemde siloviken, de voormalige KGB-topfunctionarissen en vrienden van Poetin die nu sleutelposities in het regime innemen.
Sommige historici, politici en economen beweren dat de Verenigde Staten effectief een plutocratie waren gedurende ten minste een deel van de periode tussen het einde van de Burgeroorlog en het begin van de Grote Depressie. President Theodore Roosevelt werd bekend als de "trust-buster" vanwege zijn agressieve gebruik van antitrustwetgeving, waarmee hij erin slaagde machtige trusts, zoals de grootste spoorwegmaatschappij en Standard Oil, te ontmantelen.